# Ayin
Ayin是许多闪米特字母表的第十六个字母，包括腓尼基字母、亚兰字母、希伯来字母‎以及阿拉伯字母‎。在波斯字母表中，则是第二十一个字母。其发音为/ʕ/。
腓尼基字母还演变为了希腊字母Ο、拉丁字母O以及西里尔字母О。这些字母的发音都是元音，而不是闪米特语言中的辅音。